# Рахлин, Юлиан Михайлович
Юлиа́н Миха́йлович Ра́хлин (нем. Julian Rachlin; род. 8 декабря 1974, Вильнюс) — австрийский скрипач и альтист, выходец из СССР.

## Биография
Родился в музыкальной семье: отец Михаил Рахлин — виолончелист, мать София Рахлина — пианистка. В 1978 году семья эмигрировала в Австрию. Окончил Венскую консерваторию (класс Бориса Кушнира), брал уроки у Пинхаса Цукермана.
В 1988 году в Амстердаме стал победителем конкурса молодых музыкантов «Евровидение», в финале играл с оркестром Концертгебау.

## Концертная деятельность
Выступал с крупнейшими оркестрами мира под руководством Лорина Маазеля, Рикардо Мути, В. Ашкенази, В. Заваллиша, Б. Хайтинка, М. Янсонса, Дж. Ливайна, Н. Марринера, З. Меты, И. Менухина, Р. Норрингтона, Кшиштофа Пендерецкого, А. Превина, М. Ростроповича, Э.-П. Салонена и других выдающихся дирижёров.
Среди его постоянных партнёров — Марта Аргерих, Наталья Гутман, Ефим Бронфман, Гидон Кремер, Юрий Башмет, Лейф Ове Андснес, Максим Венгеров, Миша Майский, Лан Лан, Нобуко Имаи, Янин Янсен.
В 2008 году участвовал в ежегодном международном музыкальном фестивале «Crescendo».

## Репертуар
В репертуаре музыканта произведения Баха, Моцарта, Вивальди, Мендельсона, Берлиоза, Брамса, Сибелиуса, Чайковского, а также Прокофьева, Шостаковича, Пендерецкого и др.

## Признание
Лауреат международной премии Академии Киджи (Сиена, 2000).

## Педагогическая и организаторская деятельность
С 1999 года преподает в Венской консерватории. С 2000 года руководит в Дубровнике фестивалем «Юлиан Рахлин и его друзья».